# 瑪姬·史密芙
瑪姬·史密芙女爵士，CH，DBE（英語：Dame Maggie Smith，1934年12月28日—2024年9月27日）是一名英國女演員，從影七十余年，出演过60多部電影和70多部戲劇，被視為英國最傑出的演員之一。史密芙的全名為玛格丽特·纳塔莉·「玛吉」·史密斯（Margaret Natalie Smith），她於1950年代中期開始其銀幕以至舞台上的職業生涯，其涉獵領域極廣，她的作品從舞台劇以至電視和電影；史密芙也獲獎無數，她曾獲得電影、電視和戲劇方面的最高成就，其中包括曾獲得一項東尼獎、兩項奧斯卡金像獎、艾美獎、金球獎和美國演員工會獎各三項、四項黃金時段艾美獎和七項英國電影學院獎，她亦是為數不多曾獲得三次表演獎大滿貫殊榮的演員之一。作為英國其中一位最著名和最多產的女演員，史密芙於1990年憑著她對藝術的貢獻而獲得伊丽莎白二世授予女爵士勳章，並在2014年由於戲劇的貢獻而獲授予榮譽勳章。
史密芙以學生的身份開始其舞台生涯，她在1952年於牛津劇場演出，並在《New Faces of '56》中首次亮相百老匯劇院作職業首演。在接下來的幾十年裡，史密芙與茱蒂·丹契一起作為英國最重要的戲劇表演者之一，她們替皇家國家劇院與皇家莎士比亞劇團工作。在百老匯舞台上，她憑著诺埃尔·科沃德於1975年的《私生活》以及憑著大衛·海爾的1979年戲劇《夜與日》而獲得東尼獎的提名，並憑著1990年的《萊蒂斯與獨活草》獲得東尼獎最佳女演員獎。
史密芙的突破性電影角色是1969年的《錦綉年華》，她也因此贏得奧斯卡最佳女主角獎。由於她在1978年的《加州套房》裡作為奧斯卡獎落敗者的喜劇角色，這次讓她第二度獲得奧斯卡最佳女配角。她的其他奧斯卡提名角色包括：《奧賽羅》（1965年）、《與姨同遊》（1972年）、《翡冷翠之戀》（1985年）和《高斯福大宅謀殺案》（2001年）。在2001-2011年，史密芙憑著《哈利波特系列電影》中飾演「麥教授」米奈娃·麥一角而聲名鵲起，她的其他著名電影包括（1978年）、（1991年）、《修女也疯狂》（1992年）、《秘密花園》（1993年），以及2012年的《金盞花大酒店》與《唱快人生》，還有2015年的《意外心房客》。史密芙演出的第一部作品至今已近70年。
在電視作品中，史密芙於朱利安·費羅斯的2010-2015年廣受好評的時代電視劇《唐頓莊園》及其電影版中飾演格兰瑟姆伯爵夫人葛維拉·克勞利一角，並憑藉此劇獲得金球獎的提名，並連續兩度獲得艾美獎；此外，史密芙還於該連續劇的2019年電影和2022年電影而獲得重新關注與國際知名度，該角色也為她贏得三項黃金時段艾美獎。她還憑著2003年的HBO電影《我在翁布里亞的房子》獲獎。此外，她還獲得多個榮譽獎項，包括倫敦戲劇協會特別獎、BAFTA終身成就獎及英國電影協會會士。

## 生平

### 早年
瑪嘉烈·妮妲莉·史密芙在1934年12月28日生於英國埃塞克斯郡伊爾福德。史密芙的母親是瑪嘉烈·赫頓（英語：Margaret Hutton；1896-1977），其娘家姓氏為利特爾（Little），是來自蘇格蘭格拉斯哥的秘書；史密芙的父親納撒尼爾·史密芙（英語：Nathaniel Smith；1896-1977）是生於泰恩-威爾郡紐卡素的公共衛生病理學家，他曾在牛津大學工作。在史密芙的童年時期，其父母向她講述了他們如何在從格拉斯哥經紐卡素到倫敦的火車上相識的浪漫故事。她四歲的時候隨家人遷到了牛津。瑪嘉烈·史密芙有一對雙胞胎哥哥，他們分別名為阿利斯泰爾（Alistair）及伊恩（Ian），然而阿利斯泰爾於1981年去世，後者於建築學校上課。史密芙於牛津高中接受教育直至16歲，後來她離開並到牛津劇場學習演戲。

### 職業生涯

#### 戲劇
1952–1969年：舞台首演和國家劇院
1952年，17歲的瑪姬·史密芙於牛津大學戲劇協會的支持下，在牛津劇場演出的《第十二夜》中飾演維奧拉一角而開展其職業生涯。她繼續在牛津劇場演出，包括1952年的《仙履奇緣》、1953年的《白嘴鴉的群籮角落》和《蛋糕與麥芽酒》，以及1954年的《欽差大臣》。1956年，史密芙在6月至12月在埃塞爾·巴里摩爾劇院首次亮相於《New Faces of '56》，並於當中扮演多個角色。1957年，她在班伯·加斯科因撰寫的音樂喜劇《分享我的生菜》中，跟肯尼斯·威廉斯演對手戲。
1962年，史密芙憑著彼得·謝弗的戲劇《私家耳朵》和《公眾眼睛》裡扮演的角色，當中她再次跟肯尼斯·威廉斯演對手戲，她獲得《標準晚報》獎項中的創紀錄的首個六項最佳女主角獎中的第一名。當劳伦斯·奥利维尔在舊維克劇場的《雙面經銷商》中看到史密芙的演出後，她引起奧利佛的注意，後者邀請她成為其於1962年新成立的皇家國家劇院中的成員。她很快成為了1960年代皇家國家劇院的演出常客。英國戲劇劇評人米高·科維尼寫道，史密芙於該公司工作的8年裡，史密芙跟奧利佛展開了激烈的競爭，「他立刻就知道自己遇到了他的對手——她是非凡的。他說任何能夠演喜劇的人也能夠演悲劇，而他向史密芙推薦了類似莎士比亞的《奧賽羅》中達絲狄蒙娜的角色。然而當讓她加入公司後，他們並沒有成為敵人，而是成為了職業競爭對手。從來沒有人在舞台上比他更快，而現在，這似乎有一場較量。」在2015年的《葛雷漢諾頓秀》中，史密芙承認，奧利佛於1964年在製作《奧賽羅》期間扇了她一巴掌。她在亨里克·易卜生的《建築大師》裡再度跟奧利佛演對手戲，並於1964年在《招聘官》和《無事生非》裡扮演喜劇角色。史密芙於1962年跟德雷克·雅可比與邁可·坎邦在該公司成立之初就加入了公司，並於該公司繼續工作了八年。
1970–1979年：國際讚譽和獎項成功
1970年，史密芙在英格玛·伯格曼的倫敦製作的亨里克·易卜生戲劇《海達·加布勒》裡飾演女主角，贏得了她的第二個《標準晚報》戲劇獎最佳女主角。
從1976年到1980年，史密芙於安大略省史特拉福的史特拉福莎士比亞戲劇節上演出多部作品並廣受好評，她的角色包括：1976年的《安東尼與克麗奧佩托拉》中的埃及豔后、1977年的《理查三世》中的伊莉沙伯女王，以及1978年《馬克白》的馬克白夫人。
1975年，史密芙於百老匯的理查德羅傑斯劇院上演诺埃尔·科沃德的喜劇《私生活》裡飾演阿曼達·白蘭的一角。該戲劇由約翰·吉爾古德執導並獲得好評。《紐約時報》的劇評人讚揚了史密芙的肢體喜劇技巧，他寫道：「史密芙小姐的身體旋轉與蹣跚，在另一隻腳落地之前的一次錯過碼數，最終導致需要催眠才能恢復的癱瘓。由於諾爾·克華德認為該效果的處境很有趣，因為史密芙小姐發出了一個額外的小信號，這意味著奢侈，所以很搞笑，也很爆炸性的。」史密芙憑著此劇獲得了她的首個《托尼獎》與《戏剧桌奖》的提名。
數年後，史密芙於1979年重返百老匯，她於湯姆·斯托帕德的原創戲劇《夜與日》中飾演露芙·卡森一角。該劇講述了英國外交官與非洲領導人因當地起義而發生的對峙局面，而這場起義引起了媒體的廣泛報導。史密芙所飾演外交官的妻子自始至終都在觀察其他人的行為。該劇獲得褒貶不一的評論，《紐約時報》的華特·克爾在批評角色寫作的同時讚揚了史密芙的演出，他寫道：「這讓我們戲劇化地離開了我們從史密芙小姐開始的地方。這位女演員能夠而且確實創造了奇蹟，但她不能單槍匹馬地把黑夜變成白晝。」史密芙亦憑著此戲劇獲得了她的第二個東尼獎舞台劇最佳女主角的提名。
1980–1999年：東尼獎獲勝與並更多的舞台好評
史密芙憑著1981年的《維珍尼亞（Virginia）》中飾演維珍尼亞·伍爾夫，以及1984年的《世界之路》中的米勒曼特的角色而第三次和第四次獲得《標準晚報》戲劇獎最佳女主角。她跟瑪格麗特·泰扎克於1987年倫敦製作的《萊蒂斯與獨活草》當中演出，並獲得了《羅蘭士·奧利佛獎》的提名。她於1990年重演這個角色，當時該角色轉到百老匯演出，並贏得東尼獎最佳戲劇女演員。該戲劇是由劇作家彼得·謝弗特別為她而寫的。「瑪姬·史密芙只有一個，但觀眾在《萊蒂斯與獨活草》中至少得到三個她，彼得·謝弗的喜劇讓這位久違了的迷人女演員帶回到百老匯，並以精明的眼光讓她緊貼舞台中央的位置。」
1993年，她在西區劇院的奧德維奇劇院演出奧斯卡·王爾德的喜劇《不可兒戲》中飾演布拉克內爾夫人，此劇為她帶來第四個《劳伦斯·奥利弗奖》的提名。次年，她演出了愛德華·阿爾比的《三名高婦人》，並因此獲得了一致好評。《獨立報》的戲劇評論家保羅·泰勒（Paul Taylor）寫道，「瑪姬·史密芙必須親眼所見才能相信，那突然平息成可憐的老年淚水；當她的頭腦無能為力地摸索一個錯放的事實時，她的手臂沮喪而輕蔑地拍打著；她試圖以滑稽的狡猾來掩蓋她那一片空白的腦袋；她那極具侵略性的懷疑與警覺咯咯勝利的時刻—史密芙此刻的表現，堅定地站在漫畫化畫面的右側，捕捉了這一切以及更多。」憑藉她的表演，史密芙創紀錄的第五度獲得《標準晚報》戲劇獎最佳女主角。
1997年，史密芙演出阿爾比的另一個戲劇《微妙的平衡》，當中她跟艾琳·阿特金斯演對手戲。她因飾演機智、酗酒的克萊兒的角色而讓她獲得其第五度《奧利佛獎》的提名。《綜藝》的馬特·沃爾夫（Matt Wolf）寫道，「這位女演員（史密芙）繼續在其他人從未有過的地方獲得笑聲......但她在安靜的時候也能表現得如此坦率：悲傷的眼睛承認著「時間會發生」，或者讓觀眾在第一次中場休息時出現厄運的懸念。」1999年，她憑著艾伦·贝内特的戲劇《貨車裡的女人》中所飾演的牧羊人瑪麗小姐，當中的表現獲得評論界的好評。憑藉其演出，讓她獲得了第六次奧利弗獎最佳女主角的提名。
2002–2019年：重返劇場
2002年，史密芙於大衛·海爾的舞台劇《生命之息》跟茱迪·丹芝重聚。她亦於艾伦·贝内特的《主播》出訪於澳洲。史密芙在2007年於電影、電視和舞台上的表現收穫豐碩。她於3月的時候主演了愛德華·阿爾比的複興舞台劇《來自迪比克的女士》，該劇在西區劇院的乾草市場劇院上演。《綜藝》的大衛·班尼迪（David Benedict）批評了這部作品，但他讚揚了史密芙寫道：「瑪姬·史密芙是個例外，她在第一幕的最後一分鐘出場，然後主導了第二幕。然而，即使是具有吸引力的史密芙也無法挽救整個晚上（的演出）。」
2019年4月，史密芙在離開劇院11年後，她重返劇院並於倫敦的塔橋劇院演出基斯杜化·咸頓的戲劇《德國人的生活（A German Life）》，她在當中飾演布倫希爾德·波姆塞爾一角。基斯杜化·咸頓的這部新戲劇是一部女性獨腳戲劇，由史密芙作為一位年長的德國婦女波姆塞爾進行長篇獨白，她年輕時曾在政治宣傳部擔任約瑟夫·戈培爾的秘書。喬納森·肯特擔任該戲劇的導演。《綜藝》的劇評人稱讚賞史密芙的演出並寫道，「這是一場結合後見之明和青春天真的表演，當事件的嚴重性突然發生時，無聊到足以讓你措手不及。」《紐約時報》的馬特·沃爾夫（Matt Wolf）寫道，「（史密芙的表現）代表了六十年職業生涯中高峰不乏的新高」，並補充指「觀眾知道它正在見證一些特別的事情」。她的表現為她創下第六度贏得《標準晚報》戲劇獎最佳女主角獎。

#### 電視劇
1954–1993年：電視首作與早期角色

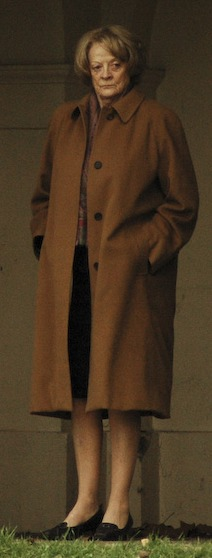
史密芙為英國廣播公司的電視劇集《俘虜瑪麗》的劇照，攝於2007年3月。

1954年，史密芙出現於奈德·謝林製作的電視節目《牛津口音 》。在1970年代中期，她在《嘉露·伯內特秀》上多次客串演出。憑著於1983年《全為愛》中飾演的傻瓜太太（Mrs. Silly）一角，這讓她獲得了四項BAFTA電視獎最佳女演員提名其中的第一項。1987年，她在阿倫·班尼特的《主播》連續劇的其中一個單元《扁豆中的一張床》裡演蘇珊，她為此獲得第二次的《BAFTA電視獎》的提名。她還憑著1992年的電視電影《Memento mori》中飾演美寶·佩迪魯夫人一角而第三度獲得英國電視學院獎，以及她憑著1993年PBS的電視電影《突然去年夏天》中飾演維奧萊特·維納布爾一角而獲得她的首個黃金時段艾美獎的提名。
1999–2007年：限定系列與HBO項目
1999年，史密芙跟年幼的丹尼爾·域卡夫一起主演了英國廣播公司根據查理斯·狄更斯的小說改編而成的劇集《大衛·科波菲爾》，她所飾演的貝齊·特羅特伍德，因此讓她獲得英國電視學院獎和她的第二個黃金時段艾美獎的提名。2003年，史密芙憑藉在HBO電視電影《我在翁布里亞的房子》的角色艾米麗·德拉亨蒂夫人而獲得了她的首個黃金時段艾美獎限定劇或電影類女主角。她還因在電視電影中的表現而獲得其第8個金球獎的提名。2007年，她演出了另一部HBO的電視電影《俘虜瑪麗》，跟露芙·韋臣一起獲得第四次的《黃金時段艾美獎》提名。
2010–2015年：《唐頓莊園》與獎項的成功
從2010年到2015年，史密芙在英國古裝劇《唐頓莊園》裡飾演格兰瑟姆伯爵夫人維奧萊特·克勞利。該劇集成為一種文化現象，她的演出成為粉絲的最愛。這個角色為她帶來了一項金球獎、三項黃金時段艾美獎和四項美國演員工會獎。在2015年3月的《星期日泰晤士報》，當中史密芙接受喬·烏蒂奇（Joe Utichi）的訪問，她宣布《唐頓莊園》的第六季將會是她出現的最後一季（它實際上也是最後製作的一輯）。
2013年，史密芙跟米高·甘邦與茱迪·丹芝等許多舞台演員一起參與拍攝活動《國家劇院現場演出：舞台上的50年》，該節目以過去五年在皇家國家劇院製作的各種現場表演為特色：該節目以1964年由諾爾·克華德製作，並由史密夫與安東尼·尼科爾斯主演的《花粉熱》的片段為特色，其中介紹了她從喬治·法誇爾的《花花公子的計謀》中進行的現場獨白。《衛報》的米高·比靈頓 (Michael Billington) 寫道，「顯然，無論是通過檔案錄像還是現場表演，看到傳奇演員重複過去的成功都是令人感動的。」
2015年10月30日，史密芙出現於BBC的節目《葛雷漢諾頓秀》，這是她從影的42年來首次出現於談話節目中。在節目中，史密芙討論了她跟阿歷斯·詹寧斯一起演出的喜劇《貨車裡的女士（The Lady in the Van）》，該片由尼古拉斯·海特納執導。
2018年：紀錄片《女神們的下午茶》
2018年，史密芙演出了一部由羅傑·米歇爾執導的英國紀錄片《女神們的下午茶》，該片記錄了史密芙、丹芝、艾琳·阿特金斯與瓊·普洛賴特之間的對話，當中穿插著她們在電影與舞台上職業生涯中的場景。這部電影以《跟貴婦人喝茶》為名於美國上映。《衛報》的彼得·布拉德肖給予這部電影五顆星的評價，稱其為「非常有趣的電影」；而《綜藝》的蓋伊·洛奇（Guy Lodge）稱這部電影是「非常愉快的廢話盛宴」，但指這部電影是「幾乎沒有活力的電影」。

#### 電影
1956—1968年：電影首作與早期角色
1956年，瑪姬·史密芙演出其第一部電影，她於英國戲劇《屋裡的孩子》裡演出一個未命名的派對嘉賓角色。她於1959年憑藉其銀幕首作《無處可去》中的碧姬·霍華德而獲得英國電影學院獎的18項提名裡的第一個獎項。
1963年，她在由理查德·伯顿、伊丽莎白·泰勒和奧森·威爾斯主演的英國劇情電影《貴賓們》中擔任配角，飾演迪米德小姐。憑藉在改編自1965年電影《奧賽羅》，她在當中跟劳伦斯·奥利维尔、德雷克·雅可比及邁可·坎邦的合作，她飾演苔絲狄蒙娜一角，首次獲得奧斯卡獎最佳女配角的提名。
在此期間，她還出現於英國喜劇中，如1962年的《勇往直前》、傑克·克萊頓與安妮·班克罗夫特合作的1964年電影《吃南瓜的人》，以及由傑克·克萊頓和约翰·福特執導的1965年電影《年輕的卡西迪》。她還演出了约瑟夫·曼凯维奇的1967年犯罪喜劇《蜜糖罐》，該片由雷克斯·哈里遜主演，以及跟皮特·乌斯蒂诺夫演對手戲的1968年電影《富豪之家》，並於李察·艾登堡合演的喜劇《音樂廳之星（Music Hall Star）》中作客串演出，還有1969年的音樂劇《走進烈焰的人》。
1969—1987年：奧斯卡獲獎與廣泛讚譽
史密芙憑著1969年電影《錦綉年華》中的表現獲得奧斯卡最佳女主角獎。凡妮莎·蕾格烈芙於倫敦的舞台上創作了這個角色，而佐伊·考德威爾在紐約市飾演該角色時獲得東尼獎最佳戲劇女主角獎。史密芙也因其於電影中的表現而獲選中。《芝加哥讀者》的戴夫·克爾說史密芙給出了「英國人非常擅長的那些技術上令人驚嘆、情感上疏遠的其中一個表演」。格雷格·費拉拉寫道，這部電影「是十年來其中一部最好的英國電影。它在今天和發行時一樣迷人，瑪姬·史密芙與帕米拉·富蘭克林的兩場核心表演既激動人心又令人著迷。《錦綉年華》就是是精華所在。」這個角色還為史密芙贏得了她的首個英國電影學院獎最佳女主角。
1972年，史密芙於乔治·丘克的電影《與姨同遊》中飾演古怪的阿姨奧古斯塔·伯特倫。憑藉她的演出，讓她第三度獲得奧斯卡最佳女主角的提名。她還出現於艾倫·帕庫拉執導的1973年電影《愛與痛的邊緣》。1978年，史密芙在尼爾·賽門的《加州套房》裡跟米高·肯恩演對手戲，她於當中飾演一名奧斯卡落選者，她為此也獲得1978年的奥斯卡最佳女配角奖。迄今為止，她是唯一一位因扮演虛構的奧斯卡提名人而獲得奧斯卡獎的演員。對於這個角色，她還獲得她的首個《金球獎》。後來，在聽說迈克尔·帕林即將與史密芙合作拍攝1982年的電影《霓虹燈下的聖教士》時，她的搭檔米高·堅本應幽默地打電話給帕林，警告他指她會偷去這部電影。史密芙此時演出的其他電影包括1976年的《怪宴》，《紐約時報》的文森特·康比寫道，「這部電影是西蒙跟大衛·尼文與瑪姬·史密芙合作的其中一個最好和最輕鬆的劇本」，他續指他們「像迪克和多拉查爾斯頓一樣了不起，儘管他們做的還不夠。」她還在1978年的電影《尼羅河上的慘案》中與安吉拉·蘭斯伯里、贝蒂·戴维斯、皮特·乌斯蒂诺夫及大衛·尼文合作。
1981—1987年：墨臣艾禾里製作的電影與其他角色
1981年，史密芙跟阿倫·卑斯和伊莎贝尔·阿佳妮一起演出了墨臣艾禾里製片的電影《唱快人生》。該片在第34屆康城影展上首映並獲得好評。史密芙憑著飾演露伊絲·海特勒一角獲得她的第六次英國電影和電視藝術學院獎。史密芙還於1981年的《諸神之戰》中飾演女神忒提斯。1982年，她在密室懸疑電影《陽光下的惡魔》中飾演達芙妮·卡斯圖（Daphne Castle），跟彼得·烏斯蒂諾夫（Peter Ustinov）、珍·柏金及戴安娜·瑞格演對手戲。次年，她跟大衛·尼文及亞特·卡尼一起合演電影《遲到總比不到好》。
史密芙在1984年跟米高·佩林合作的黑色幽默電影《私人宴會》中飾演祖絲·芝華斯一角，讓她第二次獲得英國電影學院獎的最佳女主角。該三頭豬都被稱為貝蒂（Betty），用於拍攝私人活動。製片人馬克·希瓦斯接受了英國智慧動物（Intellectual Animals UK）的建議，為免體型過大或具有攻擊性，他們所使用的豬應該是六個月大的母豬，然而這些豬是不可預測，而且往往非常危險。在拍攝其中一個廚房場景時，史密芙被其中一頭豬圍住，需要翻過牠的背才能逃脫。史密芙還跟克里斯托弗·普卢默一起主演了1984年的匈牙利裔美國電影《戀愛中的莉莉》。據史密芙的傳記作者稱，她指這部電影為「食屍鬼（the ghoulash）」，並承認不理解這位匈牙利導演的執導方向。她還稱她的拍檔為「基斯杜化·無賴（Christopher Bummer）」。1985年，史密芙於墨臣艾禾里製片的電影《翡冷翠之戀》中飾演莎樂·巴特利特一角，該片廣受好評，獲得包括最佳影片在內的8項奧斯卡金像獎。這部電影由海伦娜·伯翰·卡特、丹尼爾·戴-劉易斯、茱蒂·丹契、西蒙·卡洛、丹霍姆·埃利奧特主演。史密芙的表現讓她獲得第五次奧斯卡金像獎最佳女配角的提名，並獲得了她的第二個金球獎與第三個英國電影學院獎最佳女主角獎。
史密芙憑著1987年電影《寂寞芳心》中的女主角獲得了她的第四次英國電影學院獎最佳女主角。寶琳·凱爾寫道：「克萊頓（Clayton）是執導人物研究電影的明智之選，當中講述一名婦人因浪費生命而對教會的憤怒。他的第一部長片電影是跟茜蒙·仙諾合作的《頂層房間》，以及跟黛博拉·蔻兒（Deborah Kerr）一起拍攝的《無辜的人》，以及跟安妮·班克罗夫特合演的《吃南瓜的人》——他知道如何展示女性的溫度與她們的身心互動。瑪姬·史密芙成為了老處女的精髓特質——她讓你感受到知道自己是個有趣人物的那可怕之處。」
1990—1999年：劇情片、喜劇與工作室電影
在1990年代初，史密芙出現於各種喜劇的票房中。1991年，史密芙在斯蒂芬·斯皮尔伯格的熱門電影《鐵鉤船長》裡飾演溫蒂嬤嬤（Granny Wendy），那是一部以彼得潘角色為原型的奇幻冒險電影。這部電影由羅賓·威廉斯飾演潘，德斯汀·荷夫曼飾演鐵鉤船長，和茱莉亞·羅拔絲飾演小叮噹。這部電影取得$3億美元的票房收入，在經濟上取得了成功。史密芙在1992年於琥碧·戈柏的喜劇電影《修女也疯狂》及其1993年的續集《修女也疯狂2》中飾演修道院院長。1996年，史密芙跟歌蒂·韓、黛安·基顿和贝特·米德勒一起演出喜劇電影《大老婆俱乐部》。
1993年，史密芙演出了由阿格涅絲卡·霍蘭執導的改編電影《秘密花園》。這部電影取得了巨大的成功，尤其是史密芙飾演梅德洛克夫人的表現尤其受到讚賞，更讓她獲得英國電影學院獎最佳女配角的提名。1995年，史密芙於改編自莎士比亞的另一部改編電影《理查三世》中飾演約克公爵夫人，這部電影由伊恩·麦凯伦主演。該片根據1930年代英國的背景改編了其故事設定與人物，理查德被描繪成密謀篡奪王位的法西斯主義者。這部電影還由安妮特·班寧、占·博班特、小勞勃·道尼、奈杰尔·霍桑和克莉斯汀·史考特·湯瑪斯主演。史密芙還演出荷蘭導演的1997年另一部電影《華府廣場》，當中她扮演無可救藥的愚蠢阿姨拉維妮亞·彭尼曼。
她憑藉1999年的電影《情深一吻》而獲得英國電影學院獎的第5次提名，這次是最佳女配角的提名，她於片中飾演海絲特·特蘭登夫人，跟雪兒、琼·普洛赖特及朱迪·丹奇演對手戲。同年，她還演出了邁可·坎邦演對手戲的電影《最後的九月》，以及跟米高·肯恩合作在電影《謝幕》中演出。
2001—2011年：《哈利波特》與其他角色

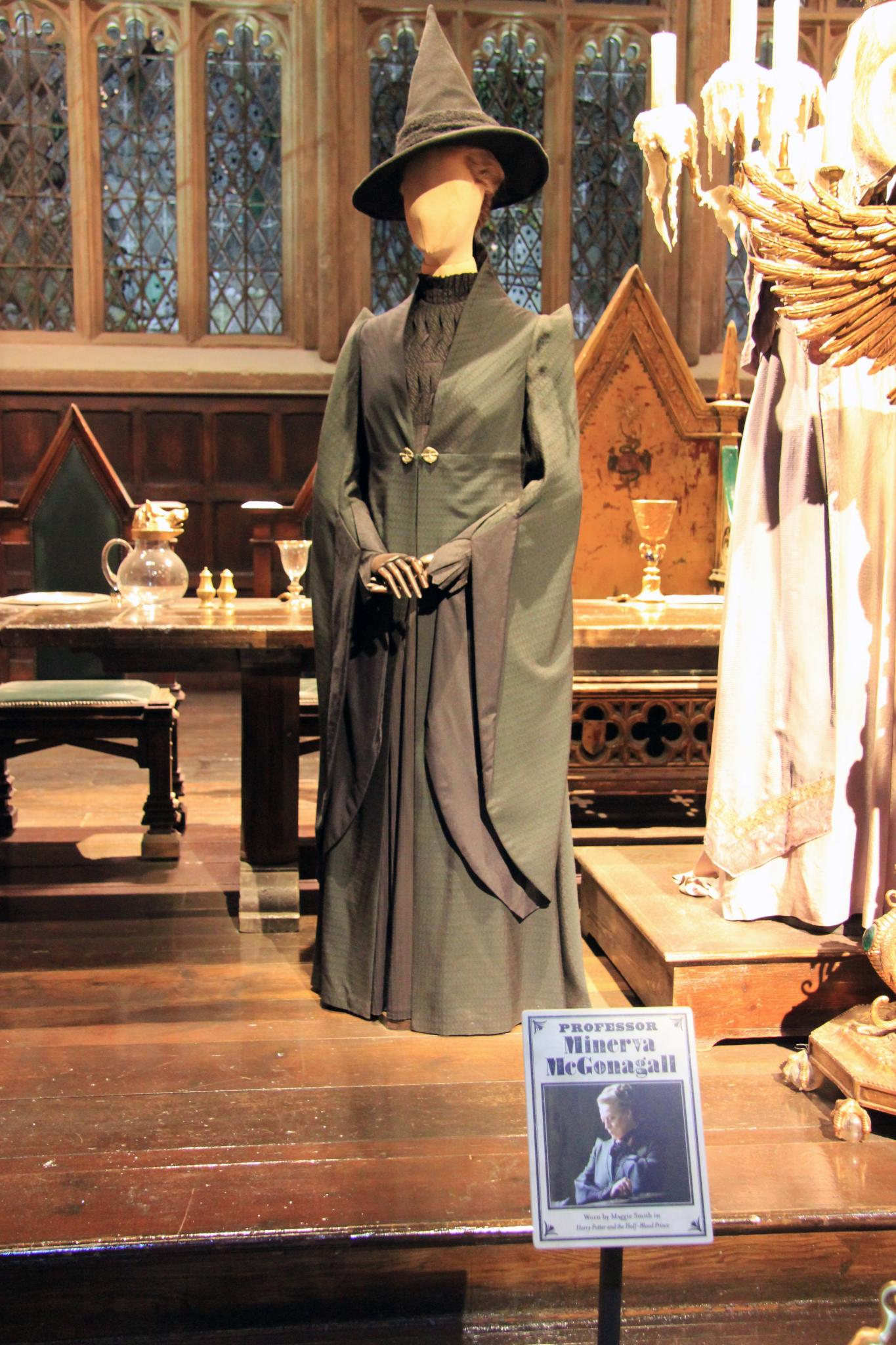
在《哈利波特系列電影》中代表著史密芙飾演米奈娃·麥的模特人像。

從2001—2011年，史密芙由於在哈利波特系列電影中飾演麥教授一角而獲得了廣泛的國際認可和讚譽。史密芙跟丹尼尔·拉德克利夫重聚，他們曾一起於1999年的電視電影《大衛·科波菲爾》出演。史密芙於該系列的八齣電影中演出了七部。該系列以聘請傳奇和標誌性的英國演員而聞名，包括了邁可·坎邦、艾倫·瑞克曼、罗彼·考特拉尼、艾瑪·湯普遜、雷夫·范恩斯、海伦娜·伯翰·卡特和茱莉·華特絲。若不考慮通貨膨脹調整的情況下，它是全球票房收入第三位的電影系列，全球收入為$77億美元。史密芙在宣傳《車裡的女士》時分享了她在《哈利波特》電影中的工作經歷，以及跟已故演員阿倫·烈卡文合作的經歷。「他（烈卡文）是個非常棒的演員，他扮演的角色非常棒，跟他在一起很開心。我們曾經一起笑，因為我們的反應鏡頭用完了。他們總是—當一切都完成了，孩子們也拍完了，他們會把攝影機轉過來，我們還得拍攝各種驚訝或悲傷之類的各種反應鏡頭。我們過去常常說我們經已達到約200個左右，當攝像機出現在我們身上時，我們已經不知道該怎麼辦了。但他很高興。」
2001年，史密芙演出了由勞勃·阿特曼執導的英國合拍的謀殺懸疑片《高斯福大宅謀殺案》，該電影的演員包括米高·甘邦、海倫·美蘭、克莉斯汀·史考特·湯瑪斯、艾琳·阿特金斯、艾蜜莉·華森、查尔斯·丹斯、理查·E·格蘭特、德雷克·雅可比及史蒂芬·弗莱。她所飾演傲慢的特倫瑟姆伯爵夫人康思坦斯，跟美蘭一起為史密芙贏得了她的第六次最佳女配角的提名。這部電影在2001年倫敦電影節上首映，獲得了包括罗杰·埃伯特在內的影評人的一致好評，羅渣·伊拔將其評為最高的四顆星，並把這個故事描述為「如此令人欣喜和大膽的成就，值得與他（羅拔·柯曼）最好的電影相提並論。」
2002年，史密芙跟珊卓·布拉克和艾倫·鮑絲汀於電影《YaYa私密日記》裡演出。她還跟朱迪·丹奇一起於查尔斯·丹斯執導的2004年電影《等愛的女人》中演出。史密芙於2005年與路雲·雅堅遜及克里斯汀·斯科特·托馬斯（Kristin Scott Thomas）在黑色喜劇《殺手妙管家》中飾演葛莉絲·霍金斯。史密芙還演出了2007年英國古裝劇《珍奧斯汀少女日記》，該片講述了由安妮·夏菲維飾演的简·奥斯汀的一生。2009年，她演出了朱利安·費羅斯的奇幻電影《穿越時空的古宅》。2010年，她在古裝奇幻喜劇電影《魔法保姆麥克菲2：愛的大爆炸》中飾演多赫蒂太太，跟艾瑪·湯普遜演對手戲。
2012年2024年：獨立電影與其他角色
2012年，史密芙跟朱迪·丹奇、戴夫·帕特尔、比·乃爾、湯姆·威爾金森和彭妮露·威爾頓（Penelope Wilton）一起於英國喜劇《金盞花大酒店》裡飾演穆麗爾·唐納利一角。這部電影由探照燈影業發行並獲得正面評價。史密芙憑著這個角色獲得美國演員工會獎的提名。這部電影在國際上映後取得了驚人的票房成功，並取得了巨大的經濟成功，使它催生了其續集—2015年的《金盞花大酒店2》。同樣於2012年，史密芙演出了德斯汀·荷夫曼的執導首作《唱快人生》，那是根據羅納德·哈伍德的戲劇改編的電影。該電影由湯姆·寇特內、保利娜·科林斯、比利·康諾利和米高·甘邦聯合主演。該片於多倫多國際電影節上首映並獲得好評，也為她贏得金球獎的第10次提名。翌年，史密芙與克莉斯汀·史考特·湯瑪斯及奇雲·格連一起主演了2014年的浪漫喜劇《巴黎窈窕熟女》而製作。根據《爛番茄》的說法，這部電影獲得了適度的好評，當中指出史密芙的表現是個優秀而顯著的人物。
2015年，史密芙憑著她於多倫多國際電影節上首映的電影《貨車裡的女人》中的表現獲得熱烈的評價。《泰晤士報》的凱特·繆爾讚揚了史密芙的表演，她寫道：「由於艾伦·贝内特的劇本在皇家國家劇院首映的15年後才把它搬上大銀幕，因此讓史密芙於《貨車裡的女人》傳遞了一種引人入勝的表現。」史密芙的表現獲得了《金球獎》和《英國電影學院獎》的提名。
2019年9月，《唐頓莊園》系列的續集以長篇電影的形式在戲院上映，簡稱名為《唐頓莊園》。該片於經濟上取得成功，票房收入為1.943億美元。史密芙於西蒙·柯蒂斯的2022年歷史劇《唐頓莊園：全新世代》裡再次飾演特倫瑟姆伯爵夫人維奧萊特·克勞利的角色，跟休·博內威利、伊莉莎白·麥戈文及米雪·道克利一起演對手戲。
2020年，史密芙據報導將與嘉菲·比絲及羅娜·蓮妮一起主演愛爾蘭劇情電影《奇蹟俱樂部（The Miracle Club）》。這部電影的情節被描述為來自都柏林放蕩的一群工人階級婦女，她們開始了一段「歡樂爆笑」之旅，她們前往法國盧爾德朝聖，旅程使她們發現了彼此的友誼與自己的個人奇蹟。2021年，史密芙演出了《Netflix》改編自凱特·繆爾同名兒童讀物的電影《耶誕男孩》。該片由吉爾·基能執導，還有莎莉·賀堅絲、克莉絲汀·薇格、占·博班特及陶比·瓊斯等主演。史密芙獲宣布將主演基斯杜化·咸頓的《德國生活》（A German Life）的電影版，她將重新飾演2019年於倫敦登台演出的角色。

### 逝世
2024年9月27日，瑪姬·史密芙於倫敦切爾西和威斯敏斯特醫院逝世，享壽89歲。史密斯逝世的消息以突發新聞的形式被BBC、衛報、美聯社、CNN、CBS等全球各大媒體廣泛報導。来自各界的悼念接踵而至。白金汉宫发表了一份英国国王查尔斯三世署名的声明，查尔斯表示他和卡米拉王后对玛吉·史密斯的去世「深感悲痛」，并表示“在这位国宝级人物谢幕之际，我们与全世界的人们一起，怀着最深的敬佩和缅怀之情，缅怀她的众多伟大表演。”英國首相施紀賢在社交平台X上對瑪姬·史密斯的逝世表示哀悼，他形容史密斯是英國「真正的國寶」。J·K·罗琳、米瑞安·玛格莱斯、丹尼尔·拉德克利夫、艾玛·沃森、休·博內威利、克莉斯汀·史考特·湯瑪斯、保罗·麦卡特尼、西蒙·卡洛、琥碧·戈柏、罗伯·劳等与其共事过的演艺界名人对她的逝世表示哀悼。为纪念史密斯，伦敦西区剧院宣布于10月1日晚上7点熄灯两分钟。

## 獲獎與榮譽

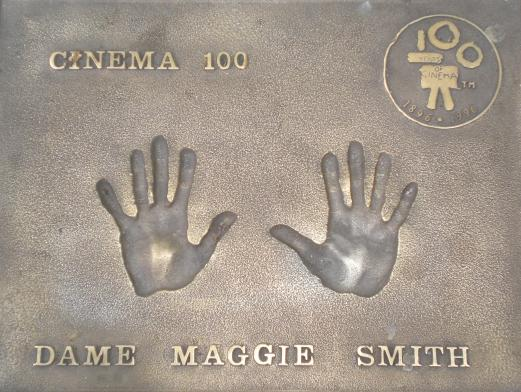
位於倫敦西區萊斯特廣場的史密芙手印。

史密芙於1970年的新年榮譽頒獎禮中獲頒司令勳章；並於1990年的新年榮譽頒獎禮中獲任命為女爵士，以表彰她對表演藝術的貢獻；1971年，史密芙獲聖安德魯斯大學授予榮譽文學博士。她亦於1986年獲巴斯大學授予榮譽文學博士。1994年，史密芙獲得了劍橋大學的榮譽文學博士學位。史密芙也憑著她對戲劇的貢獻而在2014年英女皇壽辰榮譽中獲頒授榮譽同伴勳章，成為了繼1970年的西碧·桑代克和2005年的茱蒂·丹契後，成為第三位獲頒此殊榮的女演員。2017年10月，史密芙獲授予牛津大學曼斯菲爾德學院的榮譽院士。
在史密芙傑出的職業生涯中，她憑著下列的演出而獲得美國電影藝術與科學學院的認可：
- 第38屆奧斯卡金像獎：1965年的電影《奧賽羅》獲得奧斯卡最佳女配角獎的提名；
- 第42屆奧斯卡金像獎：1969年的電影《錦綉年華（英语：The Prime of Miss Jean Brodie (film)）》而贏得奧斯卡最佳女主角獎；
- 第51屆奧斯卡金像獎：1972年的電影《與姨同遊（英语：Travels with My Aunt (film)）》獲得奧斯卡最佳女主角獎的提名；
- 第54屆奧斯卡金像獎：1978年的電影《加州套房（英语：California Suite (film)）》贏得奧斯卡最佳女配角獎；
- 第59屆奧斯卡金像獎：1986年的電影《翡冷翠之戀》獲得奧斯卡最佳女配角獎的提名；
- 第74屆奧斯卡金像獎：2001年的電影《高斯福大宅謀殺案》獲得奧斯卡最佳女配角獎的提名；

史密芙也獲得一次托尼獎、三次金球獎、四次黃金時段艾美獎、英國電影學院獎和美國演員工會獎各五次。1993年，她獲得英國電影和電視藝術學院所頒發的《BAFTA特別獎》。1996年，英國電影電視藝術學院授予她英國電影學院獎終身成就獎，那是該學院授予的最高榮譽。在2010年勞倫斯·奧利弗獎的頒獎禮上，她獲得倫敦戲劇協會特別獎。她於2013年獲得標準晚報戲劇偶像獎。
史密芙於1991年獲得漢堡阿爾弗雷德·托弗基金會頒授的莎士比亞獎；1992年，她被任命為英國電影協會會士，以表彰她對電影文化的傑出貢獻。她於1994年入選美國劇院名人堂。1999年4月10日，史密芙獲得由華盛頓特區的莎士比亞劇院公司所頒發的威廉·莎士比亞古典戲劇獎（The Will Award），以表彰她對美國古典戲劇的重大貢獻。2014年2月9日，她入選了演員名人堂。在倫敦星光大道上，史密芙擁有一顆星，直至2006年大道上所有的星都被移除。2012年9月，她榮獲斯特拉特福莎士比亞戲劇節的傳承獎（Legacy Award），她於費爾蒙皇家約克酒店舉行的頒獎禮上接受由克里斯托弗·普卢默頒發的獎項。2016年3月，史密芙獲授予評論家圈藝術傑出服務獎。2016年4月，她獲牛津大學博德利圖書館群授予博德利獎章，以表彰她對表演藝術的傑出貢獻。

### 學術榮譽
| 年份 | 獲獎者      | 頒獎者               | 榮譽               | 結果   |
| ---- | ----------- | -------------------- | ------------------ | ------ |
| 1971 | 瑪姬·史密芙 | 聖安德魯斯大學       | 文學博士（D.Litt） | 榮譽獎 |
| 1986 | 瑪姬·史密芙 | 巴芙大學             | 文學博士（D.Litt） | 榮譽獎 |
| 1994 | 瑪姬·史密芙 | 劍橋大學             | 文學博士（D.Litt） | 榮譽獎 |
| 2016 | 瑪姬·史密芙 | 牛津大學博德利圖書館 | 博德利獎章         | 榮譽獎 |

### 獎項及提名
| 年份 | 作品                                                     | 頒獎禮                                                            | 獎項                                                                     | 結果   | 備註    |
| ---- | -------------------------------------------------------- | ----------------------------------------------------------------- | ------------------------------------------------------------------------ | ------ | ------- |
| 1958 | 無處可去                                                 | 英國電影學院獎                                                    | 最有前途的電影新人                                                       | 提名   | [ 6 ]   |
| 1962 | 私家耳朵（The Private Ear）和 公眾眼睛（The Public Eye） | 倫敦旗幟晚報戲劇獎                                                | 最佳女主角                                                               | 獲獎   | [ 102 ] |
| 1963 | 貴賓們                                                   | 金球獎                                                            | 年度新星獎—女演員                                                        | 提名   | [ 103 ] |
| 1963 | 瑪麗，瑪麗                                               | 綜藝俱樂部戲劇獎（Variety Club Drama Awards）                     | 最佳女主角                                                               | 獲獎   |         |
| 1965 | 奧賽羅                                                   | 奧斯卡金像獎                                                      | 最佳女配角                                                               | 提名   | [ 104 ] |
| 1965 | 年輕的卡西迪                                             | 英國電影學院獎                                                    | 最佳女主角                                                               | 提名   | [ 6 ]   |
| 1965 | 奧賽羅                                                   | 金球獎                                                            | 劇情類電影最佳女主角                                                     | 提名   | [ 103 ] |
| 1966 | 瑪姬·史密芙                                              | 桂冠獎                                                            | 新面孔 – 女性                                                            | 第11位 |         |
| 1969 | 錦綉年華                                                 | 金球獎                                                            | 劇情類電影最佳女主角                                                     | 提名   | [ 103 ] |
| 1969 | 錦綉年華                                                 | 奧斯卡金像獎                                                      | 最佳女主角                                                               | 獲獎   | [ 105 ] |
| 1969 | 錦綉年華                                                 | 英國電影學院獎                                                    | 最佳女主角                                                               | 獲獎   | [ 6 ]   |
| 1970 | 海達·加布勒                                              | 倫敦旗幟晚報戲劇獎                                                | 最佳女演員                                                               | 獲獎   | [ 102 ] |
| 1970 | 錦綉年華                                                 | 桂冠獎                                                            | 女性戲劇表演                                                             | 第4位  |         |
| 1972 | 與姨同遊                                                 | 金球獎                                                            | 最佳音樂及喜劇類電影女主角                                               | 提名   | [ 103 ] |
| 1972 | 與姨同遊                                                 | 奧斯卡金像獎                                                      | 最佳女主角                                                               | 提名   | [ 106 ] |
| 1972 | 私生活                                                   | 綜藝俱樂部戲劇獎（Variety Club Drama Awards）                     | 最佳女主角                                                               | 獲獎   |         |
| 1975 | 私生活                                                   | 東尼獎                                                            | 最佳戲劇女演員                                                           | 提名   |         |
| 1975 | 私生活                                                   | 戲劇桌獎                                                          | 傑出戲劇女演員                                                           | 提名   |         |
| 1975 | 私生活[F]                                                | 評論家圈外獎                                                      | 最佳表現（Best Performance）                                             | 獲獎   |         |
| 1978 | 加州套房                                                 | 奧斯卡金像獎                                                      | 最佳女配角                                                               | 獲獎   | [ 107 ] |
| 1978 | 加州套房 [D]                                             | 金球獎                                                            | 最佳音樂及喜劇類電影女主角                                               | 獲獎   | [ 103 ] |
| 1978 | 尼羅河上的慘案                                           | 英國電影學院獎                                                    | 最佳女配角                                                               | 提名   | [ 6 ]   |
| 1979 | 加州套房                                                 | 英國電影學院獎                                                    | 最佳女主角                                                               | 提名   | [ 6 ]   |
| 1979 | 加州套房                                                 | 倫敦旗幟晚報戲劇獎                                                | 最佳女演員                                                               | 獲獎   |         |
| 1980 | 加州套房                                                 | 美國電影大獎（American Movie Awards）                             | 最佳女配角                                                               | 提名   |         |
| 1980 | 夜與日                                                   | 東尼獎                                                            | 最佳戲劇女演員                                                           | 提名   |         |
| 1981 | 唱快人生                                                 | 英國電影學院獎                                                    | 最佳女主角                                                               | 提名   | [ 6 ]   |
| 1981 | 唱快人生                                                 | 倫敦旗幟晚報戲劇獎                                                | 最佳女演員                                                               | 獲獎   |         |
| 1981 | 諸神之戰                                                 | 土星獎                                                            | 最佳電影女配角                                                           | 提名   |         |
| 1981 | 維珍妮亞（Virginia）                                     | 羅蘭士·奧利花獎                                                   | 年度新戲劇女演員                                                         | 提名   |         |
| 1981 | 維珍妮亞（Virginia）                                     | 倫敦旗幟晚報戲劇獎                                                | 最佳女演員                                                               | 獲獎   |         |
| 1984 | 私人宴會                                                 | 英國電影學院獎                                                    | 最佳女主角                                                               | 獲獎   | [ 6 ]   |
| 1984 | 全為愛（All for Love） 集數：傻瓜太太（Mrs Silly）       | 英國電視學院獎                                                    | 最佳女主角                                                               | 提名   | [ 6 ]   |
| 1984 | 世界之道                                                 | 倫敦旗幟晚報戲劇獎                                                | 最佳女演員                                                               | 獲獎   |         |
| 1985 | 世界之道                                                 | 羅蘭士·奧利花獎                                                   | 最佳喜劇表演                                                             | 提名   |         |
| 1985 | 私人宴會                                                 | 陶爾米納電影節獎（Taormina Film Fest Awards）                     | 黃金面具（Golden Mask）                                                  | 獲獎   |         |
| 1986 | 翡冷翠之戀                                               | 奧斯卡金像獎                                                      | 最佳女配角                                                               | 提名   | [ 108 ] |
| 1986 | 翡冷翠之戀                                               | 英國電影學院獎                                                    | 最佳女主角                                                               | 獲獎   | [ 6 ]   |
| 1986 | 翡冷翠之戀                                               | 金球獎                                                            | 最佳電影女配角                                                           | 獲獎   | [ 103 ] |
| 1987 | 萊蒂斯與獨活草／來到陸地（Coming into Land）             | 羅蘭士·奧利花獎                                                   | 最佳女主角                                                               | 提名   |         |
| 1988 | 寂寞芳心                                                 | 英國電影學院獎                                                    | 最佳女主角                                                               | 獲獎   | [ 6 ]   |
| 1988 | 寂寞芳心[C]                                              | 倫敦旗幟晚報戲劇獎                                                | 最佳女演員                                                               | 獲獎   |         |
| 1989 | 主播（小扁豆中的一張床）                                 | 英國電視學院獎                                                    | 最佳女主角                                                               | 提名   | [ 6 ]   |
| 1989 | 主播（小扁豆中的一張床）                                 | 皇家電視學會獎                                                    | 最佳女主角                                                               | 獲獎   |         |
| 1990 | 萊蒂斯與獨活草                                           | 東尼獎                                                            | 最佳戲劇女演員                                                           | 獲獎   |         |
| 1990 | 萊蒂斯與獨活草                                           | 評論家圈外獎                                                      | 最佳女演員—戲劇                                                          | 獲獎   |         |
| 1991 | 瑪姬·史密芙                                              | 阿爾弗雷德·托普弗基金會獎（Alfred Toepfer Stiftung Awards）       | 莎士比亞獎                                                               | 榮譽獎 |         |
| 1992 | 瑪姬·史密芙                                              | 英國電影協會                                                      | 英國電影協會會士                                                         | 榮譽獎 |         |
| 1993 | 精彩表演（某年仲夏）                                     | 黃金時段艾美獎                                                    | 限定或選集系列或電影傑出女主角                                           | 提名   | [ 109 ] |
| 1993 | 秘密花園                                                 | 英國電影學院獎                                                    | 最佳女配角                                                               | 獲獎   | [ 6 ]   |
| 1993 | 第二屏幕：死亡紀念品（Memento Mori）                     | 英國電視學院獎                                                    | 最佳女主角                                                               | 提名   | [ 6 ]   |
| 1993 | 修女也瘋狂                                               | 美國喜劇大獎（American Comedy Awards）                            | 電影中最有趣女配角（Funniest Supporting Actress in a Motion Picture）    | 提名   |         |
| 1993 | 瑪姬·史密芙（非競賽項目）                                | 英國電視學院獎                                                    | 英國電視學院特別獎（BAFTA Special）                                      | 榮譽獎 | [ 6 ]   |
| 1994 | 不可兒戲                                                 | 羅蘭士·奧利花獎                                                   | 最佳喜劇表現（Best Comedy Performance）                                  | 提名   |         |
| 1994 | 三名高婦人                                               | 倫敦旗幟晚報戲劇獎                                                | 最佳女演員                                                               | 獲獎   |         |
| 1994 | 三名高婦人                                               | 綜藝俱樂部戲劇獎（Variety Club Drama Awards）                     | 最佳女主角                                                               | 獲獎   |         |
| 1994 | 瑪姬·史密芙                                              | 格甚溫劇場獎（Gershwin Theatre Awards）                           | 美國劇院名人堂                                                           | 榮譽獎 |         |
| 1996 | 瑪姬·史密芙（非競賽項目）                                | 英國電視學院獎                                                    | 英國電影學院獎終身成就獎                                                 | 榮譽獎 | [ 6 ]   |
| 1998 | 微妙的平衡                                               | 羅蘭士·奧利花獎                                                   | 最佳女主角                                                               | 提名   |         |
| 1999 | 情深一吻                                                 | 英國電影學院獎                                                    | 最佳女配角                                                               | 獲獎   | [ 6 ]   |
| 1999 | 瑪姬·史密芙                                              | 莎士比亞劇場公司獎（Shakespeare Theatre Company Awards）          | 威爾獎（The Will Award）                                                 | 榮譽獎 |         |
| 2000 | 大衛·科波菲爾                                            | 黃金時段艾美獎                                                    | 限定或選集系列或電影傑出女配角                                           | 提名   | [ 109 ] |
| 2000 | 大衛·科波菲爾                                            | 英國電視學院獎                                                    | 最佳女主角                                                               | 提名   | [ 6 ]   |
| 2000 | 貨車裡的女人                                             | 羅蘭士·奧利花獎                                                   | 最佳女主角                                                               | 提名   |         |
| 2001 | 高斯福大宅謀殺案                                         | 英國電影學院獎                                                    | 最佳女配角                                                               | 提名   | [ 6 ]   |
| 2001 | 高斯福大宅謀殺案                                         | 奧斯卡金像獎                                                      | 最佳女配角                                                               | 提名   | [ 110 ] |
| 2001 | 高斯福大宅謀殺案                                         | 金球獎                                                            | 最佳電影女配角                                                           | 提名   | [ 103 ] |
| 2001 | 高斯福大宅謀殺案[A]                                      | 美國演員工會獎                                                    | 電影演員工會獎最佳演員表演獎                                             | 獲獎   |         |
| 2001 | 高斯福大宅謀殺案                                         | 芝加哥影評人協會獎                                                | 芝加哥影評人協會獎最佳女配角                                             | 提名   |         |
| 2001 | 高斯福大宅謀殺案[A]                                      | 影評人選擇大獎                                                    | 影評人選擇大獎最佳整體演出                                               | 獲獎   |         |
| 2001 | 高斯福大宅謀殺案                                         | 網絡影視協會獎（Online Film & Television Association Awards）     | 最佳女配角                                                               | 提名   |         |
| 2001 | 高斯福大宅謀殺案[A]                                      | 網絡影視協會獎（Online Film & Television Association Awards）     | 最佳演員團隊                                                             | 提名   |         |
| 2001 | 高斯福大宅謀殺案                                         | 衛星獎                                                            | 最佳女配角                                                               | 獲獎   |         |
| 2001 | 高斯福大宅謀殺案[A]                                      | 衛星獎                                                            | 衛星獎最佳電影演員團隊                                                   | 獲獎   |         |
| 2001 | 哈利波特：神秘的魔法石                                   | 土星獎                                                            | 最佳電影女配角                                                           | 提名   |         |
| 2002 | 高斯福大宅謀殺案[A]                                      | 歐洲電影大獎（European Film Awards）                              | 詹姆森人民選擇獎最佳女主角                                               | 提名   |         |
| 2002 | 瑪姬·史密芙                                              | 網絡影視協會獎（Online Film & Television Association Awards）     | 名人堂（Hall of Fame）                                                   | 榮譽獎 |         |
| 2003 | 我在翁布里亞的房子                                       | 黃金時段艾美獎                                                    | 限定或選集系列或電影傑出女主角                                           | 獲獎   | [ 109 ] |
| 2003 | 我在翁布里亞的房子                                       | 金球獎                                                            | 迷你劇或電視電影最佳女演員                                               | 提名   | [ 103 ] |
| 2003 | 我在翁布里亞的房子                                       | 網絡影視協會獎（Online Film & Television Association Awards）     | 電影或迷你劇最佳女主角                                                   | 提名   |         |
| 2003 | 我在翁布里亞的房子                                       | 網絡影視協會獎（Online Film & Television Association Awards）     | 最佳電影或迷你劇群戲                                                     | 提名   |         |
| 2003 | 我在翁布里亞的房子                                       | 衛星獎                                                            | 迷你劇或電視電影最佳女主角                                               | 提名   |         |
| 2003 | 生命的氣息[H]                                            | 劇院觀眾選擇獎                                                    | 荷李活星球劇院年度盛事（The Planet Hollywood Theatre Event of The Year） | 亞軍   |         |
| 2003 | 生命的氣息[H]                                            | 劇院觀眾選擇獎                                                    | 最佳戲劇女主角                                                           | 亞軍   |         |
| 2004 | 主播—小扁豆中的一張床（A Bed Among the Lentils）         | 赫普曼獎                                                          | 赫普曼獎最佳戲劇女演員                                                   | 獲獎   |         |
| 2005 | 等愛的女人                                               | 歐洲電影大獎（European Film Awards）                              | 詹姆森人民選擇獎最佳女主角                                               | 提名   |         |
| 2005 | 瑪姬·史密芙                                              | 倫敦星光大道                                                      | 星光大道上的星星                                                         | 榮譽獎 |         |
| 2008 | 俘虜瑪麗                                                 | 廣播新聞協會獎                                                    | 最佳女主角                                                               | 提名   |         |
| 2008 | 俘虜瑪麗                                                 | 廣播新聞協會獎                                                    | 電影或迷你劇最佳女主角                                                   | 提名   |         |
| 2008 | 來自迪比克的女士                                         | 劇院觀眾選擇獎                                                    | 最佳戲劇女主角                                                           | 獲獎   |         |
| 2010 | 俘虜瑪麗                                                 | 黃金時段艾美獎                                                    | 限定或選集系列或電影傑出女主角                                           | 提名   | [ 109 ] |
| 2010 | 俘虜瑪麗                                                 | 網絡影視協會獎（Online Film & Television Association Awards）     | 電影或迷你劇最佳女主角                                                   | 提名   |         |
| 2010 | 瑪姬·史密芙                                              | 羅蘭士·奧利花獎                                                   | 倫敦戲劇協會特別獎                                                       | 榮譽獎 |         |
| 2011 | 唐頓莊園                                                 | 黃金時段艾美獎                                                    | 限定或選集系列或電影傑出女配角                                           | 獲獎   | [ 109 ] |
| 2011 | 唐頓莊園                                                 | 金球獎                                                            | 連續劇、迷你劇或電視電影最佳女配角                                       | 提名   | [ 103 ] |
| 2011 | 唐頓莊園[G]                                              | 美國演員工會獎                                                    | 傑出電影演員表現獎                                                       | 提名   |         |
| 2011 | 唐頓莊園                                                 | 廣播新聞協會獎                                                    | 最佳女主角                                                               | 提名   |         |
| 2011 | 唐頓莊園                                                 | 金仙女獎                                                          | 連續劇傑出女演員                                                         | 提名   |         |
| 2011 | 唐頓莊園                                                 | 衛星獎                                                            | 連續劇、迷你劇或電視電影最佳女配角                                       | 提名   |         |
| 2011 | 唐頓莊園[E]                                              | 網絡影視協會獎（Online Film & Television Association Awards）     | 電影或迷你劇最佳女配角                                                   | 獲獎   |         |
| 2011 | 唐頓莊園                                                 | 網絡影視協會獎（Online Film & Television Association Awards）     | 劇情類最佳群戲                                                           | 提名   |         |
| 2011 | 唐頓莊園                                                 | 電視時代獎（TVTimes Awards）                                      | 最佳女主角                                                               | 獲獎   |         |
| 2012 | 唐頓莊園[G]                                              | 美國演員工會獎                                                    | 連續劇傑出表現女演員                                                     | 提名   |         |
| 2012 | 唐頓莊園[G]                                              | 美國演員工會獎                                                    | 連續劇傑出表現演員團隊                                                   | 獲獎   |         |
| 2012 | 唐頓莊園                                                 | 金球獎                                                            | 連續劇、迷你劇或電視電影最佳女配角                                       | 獲獎   | [ 103 ] |
| 2012 | 唐頓莊園                                                 | 黃金時段艾美獎                                                    | 劇情類最佳女配角                                                         | 獲獎   | [ 109 ] |
| 2012 | 唐頓莊園                                                 | 英國電視學院獎                                                    | 最佳女配角                                                               | 提名   | [ 6 ]   |
| 2012 | 唐頓莊園                                                 | 衛星獎                                                            | 連續劇、迷你劇或電視電影最佳女配角                                       | 獲獎   |         |
| 2012 | 唐頓莊園                                                 | 網絡影視協會獎（Online Film & Television Association Awards）     | 劇情類最佳群戲                                                           | 提名   |         |
| 2012 | 唐頓莊園                                                 | 網絡影視協會獎（Online Film & Television Association Awards）     | 電影或迷你劇最佳女配角                                                   | 提名   |         |
| 2012 | 唐頓莊園                                                 | 電視指南大獎（TV Guide Awards）                                   | 最喜愛女演員（Favorite Actress）                                         | 提名   |         |
| 2012 | 黃金花第2大酒店[B]                                       | 美國演員工會獎                                                    | 最佳女配角                                                               | 提名   |         |
| 2012 | 黃金花第2大酒店[B]                                       | 美國演員工會獎                                                    | 電影傑出表現演員                                                         | 提名   |         |
| 2012 | 黃金花第2大酒店                                          | 英國獨立電影獎                                                    | 最佳女配角                                                               | 提名   |         |
| 2012 | 黃金花第2大酒店[B]                                       | 影評人選擇大獎                                                    | 影評人選擇大獎最佳整體演出                                               | 提名   |         |
| 2012 | 唱快人生                                                 | 金球獎                                                            | 喜劇電影或音樂劇最佳女主角                                               | 提名   | [ 103 ] |
| 2012 | 瑪姬·史密芙                                              | 人民選擇獎                                                        | 最喜歡的電影代表人物（Favorite Movie Icon）                              | 提名   |         |
| 2012 | 瑪姬·史密芙                                              | 斯特拉福莎士比亞戲劇節獎（Stratford Shakespeare Festival Awards） | 傳承獎（Legacy Award）                                                   | 榮譽獎 |         |
| 2013 | 唐頓莊園                                                 | 黃金時段艾美獎                                                    | 劇情類最佳女配角                                                         | 提名   | [ 109 ] |
| 2013 | 唐頓莊園[G]                                              | 美國演員工會獎                                                    | 劇情類劇集傑出女演員                                                     | 獲獎   |         |
| 2013 | 唐頓莊園[G]                                              | 美國演員工會獎                                                    | 劇情類劇集傑出演員團隊                                                   | 提名   |         |
| 2013 | 唐頓莊園                                                 | 網絡影視協會獎（Online Film & Television Association Awards）     | 電影或迷你劇最佳女配角                                                   | 提名   |         |
| 2013 | 唐頓莊園                                                 | 網絡影視協會獎（Online Film & Television Association Awards）     | 劇情類最佳群戲                                                           | 提名   |         |
| 2013 | 唐頓莊園                                                 | 電視指南大獎（TV Guide Awards）                                   | 最喜愛女演員（Favorite Actress）                                         | 提名   |         |
| 2013 | 瑪姬·史密芙                                              | 倫敦旗幟晚報戲劇獎                                                | 劇場代表人物獎（Theatre Icon Award）                                     | 榮譽獎 |         |
| 2013 | 瑪姬·史密芙                                              | 人民選擇獎                                                        | 最受歡迎的有線電視女演員（Favorite Cable TV Actress）                    | 提名   |         |
| 2014 | 唐頓莊園[G]                                              | 美國演員工會獎                                                    | 劇情類劇集傑出女演員                                                     | 提名   |         |
| 2014 | 唐頓莊園[G]                                              | 美國演員工會獎                                                    | 劇情類劇集傑出演員團隊                                                   | 獲獎   |         |
| 2014 | 唐頓莊園                                                 | 黃金時段艾美獎                                                    | 劇情類最佳女配角                                                         | 提名   | [ 109 ] |
| 2014 | 唐頓莊園                                                 | 金仙女獎                                                          | 連續劇傑出女演員                                                         | 提名   |         |
| 2014 | 瑪姬·史密芙                                              | 演員名人堂基金會獎（Actors Hall of Fame Foundation Awards）       | 演員名人堂（Actors Hall of Fame）                                        | 榮譽獎 |         |
| 2015 | 唐頓莊園[G]                                              | 美國演員工會獎                                                    | 劇情類劇集傑出演員團隊                                                   | 獲獎   |         |
| 2015 | 貨車裡的女人                                             | 黃金時段艾美獎                                                    | 最佳女主角                                                               | 提名   | [ 109 ] |
| 2015 | 貨車裡的女人                                             | 金球獎                                                            | 喜劇電影或音樂劇最佳女主角                                               | 提名   | [ 103 ] |
| 2015 | 貨車裡的女人                                             | 倫敦旗幟晚報戲劇獎                                                | 最佳女演員                                                               | 獲獎   |         |
| 2016 | 唐頓莊園                                                 | 黃金時段艾美獎                                                    | 劇情類最佳女配角                                                         | 獲獎   | [ 109 ] |
| 2019 | 德國人的生活（A German Life）                            | 倫敦旗幟晚報戲劇獎                                                | 最佳女主角                                                               | 獲獎   | [ 111 ] |

註：
- A ^  跟艾琳·阿特金斯、鮑勃·巴拉班、阿倫·卑斯（英语：Alan Bates）、查尔斯·丹斯、史蒂芬·弗莱、邁可·坎邦、理查·E·格蘭特、湯姆·荷蘭德、德雷克·雅可比、凱莉·麥當勞、海倫·美蘭、傑瑞米·諾森、克萊夫·歐文、瑞恩·菲利普、傑拉汀·薩默維爾（Geraldine Somerville）、克莉斯汀·史考特·湯瑪斯、蘇菲·湯遜（英语：Sophie Thompson）、艾蜜莉·華森和詹姆斯·威尔比並列。
- B ^  跟茱蒂·丹契、希莉亞·伊姆麗（Celia Imrie）、比·乃爾、戴夫·帕特尔、朗諾·匹克（Ronald Pickup）、湯姆·威爾金森與梅洛普·威爾頓（Penelope Wilton）共同獲得。
- C ^  跟比利·懷特勞於《裁縫（英语：The Dressmaker (1988 film)）》中並列。
- D ^  跟艾倫·鮑絲汀在《明年同一時間（英语：Same Time, Next Year (film)）》中並列。
- E ^  跟伊雲·麗素·活於《慾海情魔》中並列。
- F ^  跟簡尼夫·班納、約翰·克里斯、罗彼·考特拉尼、瓦威克·戴維斯、李查·葛瑞夫斯、魯伯特·葛林、李察·哈里斯、傑森·艾塞克、丹尼尔·拉德克利夫、艾倫·瑞克曼、費歐娜·蕭、茱莉·華特絲及艾玛·沃森共同獲得。
- G ^  跟休·博內威利、素兒·博伊爾（Zoe Boyle）、羅娜·卡米高（英语：Laura Carmichael）、占·卡特（英语：Jim Carter (actor)）、布倫丹·科伊爾（英语：Brendan Coyle）、米雪·道克利、杰西卡·布朗·芬德利、西沃恩·芬納蘭（英语：Siobhan Finneran）、喬安·佛洛格、伊恩·格雷、托馬斯·豪伊斯、羅伯·詹姆士-克里爾、艾倫·里奇、菲利斯·洛根（英语：Phyllis Logan）、伊莉莎白·麥戈文、蘇菲·麥克謝拉（英语：Sophie McShera）、萊斯利·尼科爾（英语：Lesley Nicol (actress)）、艾美·納托爾（英语：Amy Nuttall）、大衛·羅伯（英语：David Robb）、丹·史蒂文斯與梅洛普·威爾頓（Penelope Wilton）共同獲得。
- H ^  跟聯合主演茱蒂·丹契並列於同一戲劇中。

## 作品節選

### 舞台劇
| 年份 | 戲劇                                                     | 角色                                       | 演出地點                                       |
| ---- | -------------------------------------------------------- | ------------------------------------------ | ---------------------------------------------- |
| 1952 | 第十二夜                                                 | 維奧拉（Viola）                            | 牛津劇場                                       |
| 1952 | 被扇耳光的人                                             | 表演者                                     | 克拉倫登研究所                                 |
| 1952 | 仙履奇緣                                                 | 表演者                                     | 牛津劇場                                       |
| 1953 | 白嘴鴉的群籮角落                                         | 表演者                                     | 牛津劇場                                       |
| 1953 | 大管家                                                   | 表演者                                     | 牛津劇場                                       |
| 1953 | 蛋糕與麥芽酒                                             | 表演者                                     | 愛丁堡藝術文化節                               |
| 1953 | 四位上校的愛                                             | 表演者                                     | 牛津劇場                                       |
| 1954 | 奧爾托蘭（The Ortolan）                                  | 表演者                                     | 麥克斯頓音樂廳（Maxton Hall）                  |
| 1954 | 女士們別聽（Don't Listen Ladies）                        | 表演者                                     | 牛津劇場                                       |
| 1954 | 欽差大臣                                                 | 表演者                                     | 牛津劇場                                       |
| 1954 | 那封信                                                   | 表演者                                     | 牛津劇場                                       |
| 1954 | 一個關於房子的男人（A Man About The House）              | 表演者                                     | 牛津劇場                                       |
| 1954 | 千里之外                                                 | 表演者                                     | 愛丁堡藝術文化節                               |
| 1954 | 牛津口音                                                 | 表演者                                     | 倫敦水門劇院                                   |
| 1954 | 1900劇院（Theatre 1900）                                 | 表演者                                     | 牛津劇場                                       |
| 1954 | 聽風（Listen to the Wind）                               | 表演者                                     | 牛津劇場                                       |
| 1955 | 裁判法院                                                 | 表演者                                     | 牛津劇場                                       |
| 1955 | 造謠學校                                                 | 表演者                                     | 牛津劇場                                       |
| 1956 | 56年新面孔（New Faces of '56）                           | 多個角色                                   | 百老匯埃塞爾·巴里摩爾劇院                      |
| 1957 | 分享我的生菜（Share My Lettuce）                         | 表演者                                     | 漢默史密斯抒情劇院 喜劇劇院 倫敦加里克劇院     |
| 1958 | 後母（The Stepmother）                                   | 表演者                                     | 聖馬丁劇院                                     |
| 1959 | 雙面經銷商                                               | 普萊恩特夫人（Lady Plyant）                | 舊維克劇場                                     |
| 1959 | 皆大歡喜                                                 | 斯莉亞（Celia）                            | 舊維克劇場                                     |
| 1959 | 理查二世                                                 | 皇后（The Queen）                          | 舊維克劇場                                     |
| 1959 | 溫莎的風流婦人                                           | 福特夫人（Mistress Ford）                  | 舊維克劇場                                     |
| 1960 | 每個女人都知道的事                                       | 瑪姬·威利（Maggie Wylie）                  | 舊維克劇場                                     |
| 1960 | 犀牛                                                     | 黛絲（Daisy）                              |                                                |
| 1960 | （Strip the Willow）                                     | 表演者                                     | 英國巡迴表演                                   |
| 1961 | 綵排                                                     | 露西兒（Lucile）                           | 布里斯托舊維克 吉爾古德劇院 倫敦皇后劇院       |
| 1962 | 私家耳朵（The Private Ear）和 公眾眼睛（The Public Eye） | 貝琳達（Belinda） 多琳（Doreen）           | 吉爾古德劇院                                   |
| 1963 | 瑪麗，瑪麗                                               | 瑪麗（Mary）                               | 倫敦皇后劇院                                   |
| 1963 | 招聘官                                                   | 西爾維婭（Silvia）                         | 舊維克劇場                                     |
| 1964 | 奧賽羅                                                   | 達絲狄蒙娜（Desdemona）                    | 舊維克劇場                                     |
| 1964 | 建築大師                                                 | 希爾達·萬格爾（Hilda Wangel）              | 舊維克劇場                                     |
| 1964 | 花粉過敏                                                 | 邁拉·阿倫德爾（Myra Arundel）              | 舊維克劇場                                     |
| 1965 | 無事生非                                                 | 碧翠絲（Beatrice）                         | 舊維克劇場                                     |
| 1965 | 「威爾斯」的崔老妮                                       | 阿芳妮亞·邦恩（Avonia Bunn）               | 舊維克劇場                                     |
| 1966 | 茱莉小姐                                                 | 茱莉小姐（Miss Julie）                     | 舊維克劇場                                     |
| 1966 | 黑色喜劇                                                 | 潔雅（Clea）                               | 舊維克劇場                                     |
| 1966 | 兌現的債券（A Bond Honoured）                            | 瑪塞拉（Marcela）                          | 舊維克劇場                                     |
| 1969 | 鄉村妻子                                                 | 平妻瑪格麗（Margery Pinchwife）            | 奇切斯特節日劇院                               |
| 1970 | 花花公子的計謀                                           | 悶悶不樂夫人（Mrs. Sullen）                | 皇家國家劇院 阿曼森劇院 舊維克劇場             |
| 1970 | 海達·加布勒                                              | 海達·泰斯曼（Hedda Tesman）                | 皇家國家劇院 劍橋劇院 舊維克劇場               |
| 1970 | 三姊妹                                                   | 瑪莎（Masha）                              | 阿曼森劇院                                     |
| 1971 | 為生活設計                                               | 吉爾達（Gilda）                            | 阿曼森劇院                                     |
| 1972 | 私生活                                                   | 阿曼達·白蘭（Amanda Prynne）               | 倫敦皇后劇院                                   |
| 1973 | 彼得潘                                                   | 彼得潘（Peter Pan）                        | 科利瑟姆劇院                                   |
| 1974 | 倉促（Snap）                                             | 康妮·哈德森（Connie Hudson）               | 雜耍劇院                                       |
| 1975 | 私生活                                                   | 阿曼達·白蘭（Amanda Prynne）               | 美國巡迴演出及理查德·羅傑斯劇院                |
| 1976 | 世界之道                                                 | 米勒曼特（Millamant）                      | 斯特拉特福莎士比亞節                           |
| 1976 | 安東尼與克麗奧佩托拉                                     | 克麗奧佩托拉（Cleopatra）                  | 斯特拉特福莎士比亞節                           |
| 1976 | 三姊妹                                                   | 瑪花（Masha）                              | 斯特拉特福莎士比亞節                           |
| 1976 | 一報還一報                                               | 阿曼達·白蘭（Mistress Overdone）           | 斯特拉特福莎士比亞節                           |
| 1976 | 衛兵                                                     | 女演員（The Actress）                      | 斯特拉特福莎士比亞節／阿曼森劇院               |
| 1977 | 仲夏夜之夢                                               | 泰坦尼亞（Titania） 希波呂特（Hippolyta）  | 斯特拉特福莎士比亞節／阿曼森劇院               |
| 1977 | 理查三世                                                 | 伊利莎白女王（Queen Elizabeth）            | 斯特拉特福莎士比亞節                           |
| 1977 | 皆大歡喜                                                 | 羅莎琳德（Rosalind）                       | 斯特拉特福莎士比亞節                           |
| 1977 | 花粉過敏                                                 | 茱迪芙·布利斯（Judith Bliss）              | 斯特拉特福莎士比亞節                           |
| 1978 | 馬克白                                                   | 馬克白夫人（Lady Macbeth）                 | 斯特拉特福莎士比亞節                           |
| 1978 | 私生活                                                   | 阿曼達·白蘭（Amanda Prynne）               | 斯特拉特福莎士比亞節                           |
| 1979 | 夜與日                                                   | 露芙·卡遜（Ruth Carson）                   | 倫敦鳳凰劇院 百老匯奧古斯特·威爾遜劇院         |
| 1980 | 無事生非                                                 | 碧翠絲（Beatrice）                         | 斯特拉特福莎士比亞節                           |
| 1980 | 海鷗                                                     | 阿卡迪娜（Arkadina）                       | 斯特拉特福莎士比亞節                           |
| 1981 | 維珍妮亞（Virginia）                                     | 維珍妮亞·伍爾夫（Virginia Woolf）          | SSF／乾草市場劇院                              |
| 1984 | 世界之道                                                 | 米勒曼特（Millamant）                      | 奇切斯特劇院／乾草市場劇院                     |
| 1985 | 傳譯員（Interpreters）                                   | 娜迪亞·奧美-史密夫（Nadia Ogilvy-Smith）   | 倫敦皇后劇院                                   |
| 1986 | 地獄機器（The Infernal Machine）                         | 喬卡斯塔（Jocasta）                        | 漢默史密斯抒情劇院                             |
| 1987 | 來到陸地（Coming into Land）                             | 哈麗娜·羅傑維佐納（Halina Rodziewiczowna） | 皇家國家劇院 利特爾頓劇院（Lyttelton Theatre） |
| 1987 | 萊蒂斯與獨活草                                           | 萊蒂斯·杜賽特（Lettice Doucett）           | 環球劇場（Globe Theatre）                      |
| 1990 | 萊蒂斯與獨活草                                           | 萊蒂斯·杜賽特（Lettice Doucett）           | 百老匯埃塞爾·巴里摩爾劇院                      |
| 1993 | 不可兒戲                                                 | 布拉克內爾夫人（Lady Bracknell）           | 奧德維奇劇院                                   |
| 1994 | 三名高婦人                                               | A                                          | 溫德姆劇院                                     |
| 1996 | 會說話的頭                                               | 蘇珊（Susan）                              | 奇切斯特劇院／喜劇劇院                         |
| 1997 | 微妙的平衡                                               | 克萊爾（Claire）                           | 乾草市場劇院                                   |
| 1999 | 貨車裡的女人                                             | 瑪麗牧羊人小姐（Miss Mary Shepherd）       | 倫敦皇后劇院                                   |
| 2002 | 生命的氣息                                               | 馬德蓮·帕默（Madeleiane Palmer）           | 乾草市場劇院                                   |
| 2004 | 主播                                                     | 蘇珊（Susan）                              | 澳洲／紐西蘭巡迴                               |
| 2007 | 來自迪比克的女士                                         | 伊利沙伯（Elizabeth）                      | 乾草市場劇院                                   |
| 2019 | 德國人的生活（A German Life）                            | 布倫希爾德·龐瑟（Brunhilde Pomsel）        | 塔橋劇院                                       |

### 電視
| 年份    | 戲劇                                    | 角色                                                      | 演出地點                                                                 |
| ------- | --------------------------------------- | --------------------------------------------------------- | ------------------------------------------------------------------------ |
| 1955    | 週日晚劇院                              | 表演者                                                    | 集數：和平故事（The Makepeace Story） 第3集：家族企業（Family Business） |
| 1956    | 皇家劇院                                | 寶拉·本森（Paula Benson）                                 | 集數：城下之死（Death Under the City）                                   |
| 1956    | 艾吉歷險記                              | 費安娜·弗羅比舍-史密夫（Fiona Frobisher-Smith）           | 集數：鈷藍色（Cobalt Blue）                                              |
| 1957    | 為你的晚餐唱歌（Sing for Your Supper）  | 安·卡特（Ann Carter）                                     | 電視電影                                                                 |
| 1957    | 卡夫電視劇院                            | 表演者                                                    | 集數：瘟疫之夜（Night of the Plague）                                    |
| 1957    | ITV本週最佳戲劇（ITV Play of the Week） | 不同角色                                                  | 1957–1960年間的6集裡                                                     |
| 1957    | 在舞台上——倫敦（On Stage – London）     | 表演者                                                    | 集數：第1.3集                                                            |
| 1958    | 扶手椅劇院                              | 茱莉（Julie） 那女孩（The Girl） 安娜·卡諾（Anna Carnot） | 1958–1960年間的3集裡                                                     |
| 1959    | ITV電視劇場（ITV Television Playhouse） | 多托（Doto）／伊蓮（Elaine）                              | 兩集                                                                     |
| 1966    | ITV本週最佳戲劇（ITV Play of the Week） | 維多利亞（Victoria）                                      | 集數：家居與美麗（Home and Beauty）                                      |
| 1967    | 無事生非                                | 碧翠絲                                                    | 電視電影                                                                 |
| 1968    | 本月最佳戲劇                            | 安·懷特菲爾德（Ann Whitefield）                           | 英國廣播公司的人類與超人                                                 |
| 1968    | 戲場                                    | 威斯拉克夫人（Mrs. Wislack）                              | 集數：審批中（On Approval）                                              |
| 1972    | 威尼斯商人（The Merchant of Venice）    | 波西亞（Portia）                                          | 集數：英國廣播公司本月最佳戲劇（Play of the Month, BBC）                 |
| 1972    | 百萬富翁（The Millionairess）           | 埃皮法尼亞（Epifania）                                    | 集數：英國廣播公司本月最佳戲劇（Play of the Month, BBC）                 |
| 1974-75 | 卡露兒·伯內特秀                         | 不同角色                                                  | 美國電視首秀；3集                                                        |
| 1983    | 全為愛（All for Love）                  | 傻瓜太太（Mrs Silly）                                     | 集數：傻瓜太太（Mrs Silly）                                              |
| 1988    | 主播                                    | 蘇珊（Susan）                                             | 集數：小扁豆中的一張床（A Bed Among the Lentils）                        |
| 1992    | 第二屏幕                                | 美寶·佩迪魯夫人（Mrs. Mabel Pettigrew）                   | 集數：死亡紀念品（Memento Mori）                                         |
| 1993    | 精彩表演                                | 奧萊特·維納布爾（Violet Venable）                         | 集數：某年仲夏                                                           |
| 1999    | 所有國王的部下                          | 丹麥的亞歷珊卓                                            | 英國廣播公司電視電影                                                     |
| 1999    | 大衛·科波菲爾                           | 貝齊·特羅特伍德                                           | 迷你劇 - 兩集                                                            |
| 2003    | 我在翁布里亞的房子                      | 艾米麗·德拉亨蒂夫人（Mrs. Emily Delahunty）               | HBO電視電影                                                              |
| 2007    | 捕捉瑪麗                                | 瑪麗·吉爾伯特（Mary Gilbert）                             | HBO電視電影                                                              |
| 2010-15 | 唐頓莊園                                | 格兰瑟姆伯爵夫人—維奧萊特·克勞利（Violet Crawley）        | 52集連續劇                                                               |
| 2014    | 皇家國家劇院現場演出：舞台上的50年      | 悶悶不樂夫人（Mrs. Sullen）                               | PBS電影特備                                                              |

資料來源：互聯網電影數據庫

### 電影
| † | 表示為尚未發布的作品 |

| 年份 | 戲劇                           | 角色                                               | 備註               |
| ---- | ------------------------------ | -------------------------------------------------- | ------------------ |
| 1956 | 房子裡的孩子                   | 派對嘉賓                                           |                    |
| 1958 | 無處可去                       | 碧姬·霍華德（Bridget Howard）                      |                    |
| 1962 | 走進烈焰的人                   | 香塔兒（Chantal）                                  |                    |
| 1963 | 貴賓們                         | 迪米德小姐（Miss Dee Mead）                        |                    |
| 1964 | 吃南瓜的人                     | 菲爾波特（Philpot）                                |                    |
| 1965 | 年輕的卡西迪                   | 諾拉（Nora）                                       |                    |
| 1965 | 奧賽羅                         | 黛絲姑娘狄蒙娜（Desdemona）                        |                    |
| 1967 | 蜜糖罐                         | 莎拉·沃特金斯（Sarah Watkins）                     |                    |
| 1968 | 富豪之家                       | 帕蒂·特威利格·史密斯（Patty Terwilliger Smith）    |                    |
| 1969 | 錦綉年華                       | 珍·布羅迪（Jean Brodie）                           |                    |
| 1969 | 噢！多美好的戰爭               | 音樂廳之星（Music Hall Star）                      |                    |
| 1972 | 與姨同遊                       | 奧古斯塔·伯特倫阿姨（Aunt Augusta Bertram）        |                    |
| 1973 | 愛與痛的邊緣                   | 莉拉·費雪（Lila Fisher）                           |                    |
| 1976 | 怪宴                           | 多拉·查爾斯頓（Dora Charleston）                   |                    |
| 1978 | 尼羅河上的慘案                 | 鮑爾斯小姐（Miss Bowers）                          |                    |
| 1978 | 加州套房                       | 戴安娜·巴利（Diana Barrie）                        |                    |
| 1981 | 唱快人生                       | 露伊絲·海特勒（Lois Heidler）                      |                    |
| 1981 | 諸神之戰                       | 忒提斯（Thetis）                                   |                    |
| 1982 | 日光之下的惡魔                 | 達芙妮·卡斯圖（Daphne Castle）                     |                    |
| 1982 | 霓虹燈下的聖教士               | 伊莎貝爾·埃姆斯夫人（Lady Isabel Ames）            |                    |
| 1983 | 遲到總比不到好                 | 安德森小姐（Miss Anderson）                        |                    |
| 1984 | 戀愛中的莉莉                   | 莉莉·韋恩（Lily Wynn）                             |                    |
| 1984 | 私人宴會                       | 祖絲·芝華斯（Joyce Chilvers）                      |                    |
| 1985 | 翡冷翠之戀                     | 莎樂·巴特利特（Charlotte Bartlett）                |                    |
| 1987 | 寂寞芳心                       | 茱迪芙·赫恩（Judith Hearne）                       |                    |
| 1990 | 羅密歐·茱麗葉                  | 羅莎蓮（Rosaline）                                 | 聲演               |
| 1991 | 鐵鉤船長                       | 溫蒂·達林（Wendy Darling）                         |                    |
| 1992 | 修女也瘋狂                     | 修道院院長（Mother Superior）                      |                    |
| 1993 | 秘密花園                       | 梅德洛克夫人（Mrs. Medlock）                       |                    |
| 1993 | 修女也瘋狂2                    | 修道院院長（Mother Superior）                      |                    |
| 1995 | 理查三世                       | 約克公爵夫人塞西莉·內維爾（Cecily Neville）        |                    |
| 1996 | 大婆俱樂部                     | 古尼拉·加森·戈德堡（Gunilla Garson Goldberg）      |                    |
| 1997 | 華府廣場                       | 拉維妮亞·彭尼曼（Lavinia Penniman）                |                    |
| 1999 | 謝幕                           | 莉莉·馬洛（Lily Marlowe）                          |                    |
| 1999 | 情深一吻                       | 海絲特·蘭登夫人（Lady Hester Random）              |                    |
| 1999 | 某年仲夏                       | 邁拉·內勒夫人（Lady Myra Naylor）                  |                    |
| 2001 | 哈利波特：神秘的魔法石         | 米奈娃·麥（Minerva McGonagall）                    |                    |
| 2001 | 高斯福大宅謀殺案               | 康斯坦斯·特倫瑟姆（Constance Trentham）            |                    |
| 2002 | YaYa私密日記                   | 卡蘿·伊麗莎·貝內特（Caro Eliza Bennett）           |                    |
| 2002 | 哈利波特：消失的密室           | 米奈娃·麥（Minerva McGonagall）                    |                    |
| 2004 | 哈利波特：阿茲卡班的逃犯       | 米奈娃·麥（Minerva McGonagall）                    |                    |
| 2004 | 等愛的女人                     | 珍妮特·威丁頓（Janet Widdington）                  |                    |
| 2005 | 哈利波特：火盃的考驗           | 米奈娃·麥（Minerva McGonagall）                    |                    |
| 2005 | 殺手妙管家                     | 葛莉絲·霍金斯（Grace Hawkins）                     |                    |
| 2007 | 珍奧斯汀少女日記               | 格雷欣夫人（Lady Gresham）                         |                    |
| 2007 | 哈利波特：鳳凰會的密令         | 米奈娃·麥（Minerva McGonagall）                    |                    |
| 2009 | 哈利波特：混血王子的背叛       | 米奈娃·麥（Minerva McGonagall）                    |                    |
| 2009 | 穿越时空的古宅                 | 琳特·奧努（Linnet Oldknow）                        |                    |
| 2010 | 魔法保姆麥克菲2：愛的大爆炸    | 多赫蒂太太（Mrs. Docherty）                        |                    |
| 2011 | 傻密歐與茱麗葉                 | 布盧伯里夫人（Lady Bluebury）                      | 聲演               |
| 2011 | 哈利波特：死神的聖物2          | 米奈娃·麥（Minerva McGonagall）                    |                    |
| 2012 | 黃金花大酒店                   | 穆麗爾·當奴利（Muriel Donnelly）                   |                    |
| 2012 | 唱快人生                       | 珍·霍頓（Jean Horton）                             |                    |
| 2014 | 巴黎窈窕熟女                   | 瑪蒂爾德·吉拉德（Mathilde Girard）                 |                    |
| 2015 | 黃金花大酒店2                  | 穆麗爾·當奴利（Muriel Donnelly）                   |                    |
| 2015 | 貨車裡的女人                   | 牧羊人小姐（Miss Shepherd）                        |                    |
| 2018 | 神探福爾摩侏                   | 布盧伯里夫人（Lady Bluebury）                      | 聲演               |
| 2018 | 女神們的下午茶                 | 她本人                                             | 紀錄片             |
| 2019 | 唐頓莊園                       | 格兰瑟姆伯爵夫人—維奧萊特·克勞利（Violet Crawley） |                    |
| 2021 | 耶誕男孩                       | 露芙阿姨（Aunt Ruth）                              |                    |
| 2022 | 唐頓莊園：全新世代             | 格兰瑟姆伯爵夫人—維奧萊特·克勞利（Violet Crawley） |                    |
| 待定 | 奇蹟俱樂部（The Miracle Club） | 莉莉·霍士（Lily Fox）                              | 未上映；後期製作中 |
| 待定 | 德國生活（A German Life）      | 布倫希爾德·龐瑟（Brunhilde Pomsel）                | 未上映；前期製作中 |

資料來源：IMDb及特納經典電影頻道

## 個人生活

### 婚姻
- 瑪姬·史密芙在1967年6月29日跟演員羅拔·斯蒂芬斯（英语：Robert Stephens）結婚。育有兩名兒子，分別是同為演員的克里斯·拉金（生於1967年）及托比·斯蒂芬斯（生於1969年）[112]。史密芙跟斯蒂芬斯於1975年4月6日離婚[113]。
- 瑪姬·史密芙於1975年6月23日在僑福登記處跟劇作家貝弗利·克羅斯（英语：Beverley Cross）結婚[113]，他們一直保持著婚姻關係，直到克羅斯於1998年3月20日逝世。
- 2013年，當史密芙被問及是否寂寞時，她回答說，「一個人繼續下去，沒有人分享，似乎有點毫無意義。」[114]
- 史密芙有五名兒孫[115][116][117]。

### 健康
- 1988年1月，史密芙被診斷出患有葛瑞夫茲氏病，她為此接受了放射治療和眼科手術[118]。
- 2007年，《星期日電訊報》披露指史密芙被診斷出患上乳癌，2009年康復[119]。

### 慈善工作
- 2011年9月，在2011年基督城地震對該地區造成嚴重破壞後，史密芙表示支持籌集$460萬新西蘭元，以幫助重建新西蘭基督城的法院劇院（英语：Court Theatre (New Zealand)）[120]。
- 2012年7月，史密芙成為了國際青光眼協會（International Glaucoma Association）的贊助人，她希望支持該組織並提高人們對青光眼的認識[121]。
- 她還是牛津劇場（英语：Oxford Playhouse）的贊助人，她在那裡她開始其輝煌的職業生涯[122]。
- 史密芙是新公園的奇切斯特電影院（Chichester Cinema）[123]的副總裁，以及皇家戲劇基金會（Royal Theatrical Fund）的副總裁，該基金會為因疾病、受傷或體弱而無法工作的娛樂行業成員提供支持[124][125]。
- 2012年11月27日，她為2012年明星爪子拍賣會（Celebrity Paw Auction）貢獻了自己的手繪圖，來為貓咪保護（英语：Cats Protection）籌集資金[126]。
- 2013年5月，史密芙捐贈了一個由她親自裝飾並用於拍賣的小矮人，為皇家園藝學會的學校園藝運動籌集資金[127]。
- 2020年11月，史密芙跟簡尼夫·班納、茱蒂·丹契、德雷克·雅可比及伊恩·麦凯伦一起為慈善機構「為他人行事」（Acting for Others）在Zoom進行了題為《僅限一名騎士》（For One Knight Only）的對話。在談論他們職業生涯的高潮與低谷時，伯納把這個團體稱為「這個星球上最偉大的莎士比亞四重奏演員」[128]。
- 2021年4月，史密芙跟嘉芙蓮·特納一起出現於串流媒體活動中。該活動是為了支持皇家戲劇基金，該基金為那些在該行業工作的人提供支持[129]。

## 外部連結
- 瑪姬·史密芙在互联网电影资料库（IMDb）上的資料（英文）